# NGC 4640
NGC 4640 је спирална галаксија у сазвежђу Девица која се налази на NGC листи објеката дубоког неба.
Деклинација објекта је + 12° 17' 12" а ректасцензија 12h 42m 57,8s. Привидна величина (магнитуда) објекта NGC 4640 износи 13,4 а фотографска магнитуда 14,2. NGC 4640 је још познат и под ознакама NGC 4640A, UGC 7888, MCG 2-32-190, CGCG 71-9, VCC 1949, PGC 42753.